# Mattia Montecchi
Mattia Montecchi (Roma, 1º giugno 1816 – Londra, 28 novembre 1871) è stato un politico e patriota italiano.

## Biografia
Laureato in giurisprudenza alla Sapienza nel 1840, era già dal 1834 vicino alla Carboneria, e dal 1837 era noto alla polizia pontificia come amico di esponenti progressisti e liberali. Nella notte tra il 27 e il 28 aprile 1844 fu arrestato come uno dei capi di una cospirazione volta all'organizzazione di una insurrezione nell'Italia centrale. Rimase in prigione a lungo, prima di venire condannato all'ergastolo dalla Sacra Consulta il 21 agosto 1845.
Fu liberato con l'amnistia succeduta all'elezione a pontefice di Pio IX, e riprese l'attività sovversiva. Il 21 gennaio 1849 fu eletto rappresentante del popolo nell'Assemblea costituente della nascente Repubblica Romana. Il 9 febbraio votò per la proclamazione della Repubblica e fu scelto come membro del Comitato esecutivo con Carlo Armellini e Aurelio Saliceti. Dall'8 marzo ebbe l'interim dei ministeri del Commercio e Belle Arti e dei Lavori Pubblici, deleghe che conservò anche dopo la formazione del nuovo governo guidato da Giuseppe Mazzini.
Dopo la caduta della Repubblica, munito di passaporto britannico andò prima a Ginevra e poi a Losanna, dove soggiornò con Mazzini e Saffi. Successivamente, costretti ad abbandonare la Svizzera per le pressioni austriache sul governo elvetico, i patrioti esiliarono a Londra.
Montecchi, rientrato in Italia nel 1859, venne arrestato a Livorno per ordine di Bettino Ricasoli e successivamente invitato a lasciare la Toscana. Dopo un breve passaggio a Londra tornò definitivamente in Italia e dedicò l'ultima parte della sua vita all'obiettivo dell'annessione di Roma al nuovo Stato italiano.
Nel 1862 fu eletto alla Camera.
Fu iniziato in Massoneria dopo questa data nella Loggia "Dante Alighieri" di Torino e nel 1864 fu eletto Gran Tesoriere e membro del Grande Oriente d'Italia dall'Assemblea costituente massonica di Firenze e rieletto nel 1871. Il 13 novembre 1870 fu eletto al primo consiglio comunale di Roma. Mentre era a Londra per affari, morì improvvisamente nel 1871. Fu sepolto nel cimitero del Verano.